# Ligne 5 du métro de Milan
La ligne 5 du métro de Milan est une ligne de métropolitain du métro de Milan. Dotée de 19 stations, il s'agit de la première ligne entièrement automatisée du réseau milanais ; il s'agit aussi de la première ligne du réseau dont le tracé gît intégralement en dehors de la cerchia dei Bastioni et de la zone du centre historique. Un premier tronçon a été inauguré le 10 février 2013, un deuxième le 1er mars 2014, et un dernier, ouvert au public le 29 avril 2015 à l'occasion de l'inauguration de l'Exposition universelle de 2015 avec 5 stations. Le tronçon a été complété par les 5 autres stations en 2015, la dernière le 14 novembre 2015.

## Histoire
Un appel d'offres pour la construction en concession de la ligne, première phase de 5,6 km avec 9 stations, de Bignami à Garibaldi, est lancée en avril 2005. Les contrats d'un montant total de 502 millions d'euros, sont attribués en février 2006 ; la concession pour 27 ans d'exploitation et maintenance est signée en juin de la même année. Les travaux de construction de la ligne démarrent en 2007. Ils sont confiés à un groupement d'entreprises, notamment Astaldi pour le génie civil (311 millions d'euros), deux filiales Finmeccanica Ansaldo STS pour l'équipement électrique (118 millions d'euros) et AnsaldoBreda pour les 10 trains de trois véhicules sans conducteur (35 millions d'euros), ainsi qu'Alstom et l'opérateur Milano Trasporti. Le contrat matériel roulant finalement signé portait sur 9 trains de trois véhicules pour un montant de 33,7 millions d'euros. L'ouverture de la ligne est alors prévue contractuellement pour 2011.
Le contrat pour les travaux de la seconde phase est signé en février 2011 avec le même groupement d'entreprises.Sur un montant total de 778 millions d'euros, la part d'Alstom est de 80 millions d'euros pour la fourniture des systèmes d'alimentation électrique, les sous-stations électriques, les systèmes de traction, les systèmes de détection des intrusions, les systèmes anti-incendie, les voies ferrées et les portes palières de quai. Ce tronçon prolonge la ligne de 7,1 km et 10 stations vers l'ouest de Garibaldi au Giuseppe Meazza San Siro Stadio, qui abrite l'AC Milan. Le contrat prévoit une mise en service pour l'Expo 2015. Dans la réalité seules 5 des 10 stations furent ouvertes à temps.
La construction de la deuxième phase devait durer 57 mois pour un coût de 872 millions d'euros, financée par le ministère des Infrastructures (391 millions d'euros), la ville (83 millions d'euros) et des fonds privés. La phase d'exploitation de la concession s'étalera ensuite sur 25 ans 7 mois à partir de la fin des travaux (2038) et devrait générer un chiffre d'affaires de 1 300 M €.

### Chronologie
- 10 février 2013 : Zara - Bignami
- 1er mars 2014 : Zara - Garibaldi FS
- 29 avril 2015 : Garibaldi FS - San Siro Stadio
- 6 juin 2015 : ajout de la station Portello
- 20 juin 2015 : ajout de la station Cenisio
- 26 septembre 2015 : ajout de la station Gerusalemme
- 11 octobre 2015 : ajout de la station Monumentale

### Les travaux
La totalité de la ligne est en souterrain.

## Tracé et stations

### Liste des stations
|  |   |  |            | Station                   | Coordonnées                 | Communes                | Correspondances |
|  | - |  | ---------- | ------------------------- | --------------------------- | ----------------------- | --------------- |
|  | o |  | Accessible | Bignami                   | 45° 31′ 35″ N, 9° 12′ 43″ E | Milan Cinisello Balsamo |                 |
|  | o |  | Accessible | Ponale                    | 45° 31′ 21″ N, 9° 12′ 35″ E | Milan                   |                 |
|  | o |  | Accessible | Bicocca                   | 45° 30′ 55″ N, 9° 12′ 21″ E | Milan                   |                 |
|  | o |  | Accessible | Ca’ Granda Pratocentenaro | 45° 30′ 23″ N, 9° 12′ 02″ E | Milan                   |                 |
|  | o |  | Accessible | Istria                    | 45° 30′ 06″ N, 9° 11′ 54″ E | Milan                   |                 |
|  | o |  | Accessible | Marche                    | 45° 29′ 44″ N, 9° 11′ 40″ E | Milan                   |                 |
|  | o |  | Accessible | Zara                      | 45° 29′ 33″ N, 9° 11′ 33″ E | Milan                   | (M3)            |
|  | o |  | Accessible | Isola                     | 45° 29′ 14″ N, 9° 11′ 28″ E | Milan                   |                 |
|  | o |  | Accessible | Garibaldi FS              | 45° 29′ 00″ N, 9° 11′ 16″ E | Milan                   | Grandes lignes  |
|  | o |  | Accessible | Monumentale               | 45° 29′ 07″ N, 9° 10′ 44″ E | Milan                   |                 |
|  | o |  | Accessible | Cenisio                   | 45° 29′ 15″ N, 9° 10′ 22″ E | Milan                   |                 |
|  | o |  | Accessible | Gerusalemme               | 45° 29′ 04″ N, 9° 10′ 59″ E | Milan                   |                 |
|  | o |  | Accessible | Domodossola FN            | 45° 28′ 54″ N, 9° 09′ 44″ E | Milan                   |                 |
|  | o |  | Accessible | Tre Torri                 | 45° 28′ 31″ N, 9° 09′ 17″ E | Milan                   |                 |
|  | o |  | Accessible | Portello                  | 45° 28′ 53″ N, 9° 09′ 01″ E | Milan                   |                 |
|  | o |  | Accessible | Lotto Fieramilanocity     | 45° 28′ 46″ N, 9° 08′ 36″ E | Milan                   | (M1)            |
|  | o |  | Accessible | Segesta                   | 45° 28′ 35″ N, 9° 08′ 16″ E | Milan                   |                 |
|  | o |  | Accessible | San Siro Ippodromo        | 45° 28′ 34″ N, 9° 07′ 46″ E | Milan                   |                 |
|  | o |  | Accessible | San Siro Stadio           | 45° 28′ 35″ N, 9° 07′ 09″ E | Milan                   |                 |

(Les stations en gras servent de départ ou de terminus à certaines missions.)

## Exploitation
La ligne est exploitée par Azienda Trasporti Milanesi, la société publique des transports publics de Milan sous la forme d'un contrat de concession. En décembre 2016, FS (Chemins de fer italiens) annonce acquérir 36,7% de parts de la société concessionnaire auprès d'Astaldi pour €64,5 millions et devient effectivement le principal actionnaire de la société en juin 2017.
Le contrat de concession prévoyait une durée de service de 18 h. par jour, 7 jours sur 7.

## Équipements techniques

### Matériel roulant
La ligne fut construite avec des longueurs de quai pour des trains de 4 voitures (50,5 mètres). Ce sont 21 trains de 4 voitures qui circulent sur la ligne. La vitesse maximale des trains est de 80 km/h. 

### Courants forts
Le courant de traction arrive en 750 V par troisième rail.

### Signalisation
Les véhicules de la ligne fonctionnent sans conducteur avec un système d'automatismes Ansaldo similaire à celui du métro de Copenhague. Une partie de ces automatismes furent produits par la filiale nord-américaine du groupe. L'intervalle minimale théorique entre trains est de 75 secondes en heure de pointe. Effectivement les trains circulent à intervalle de 90 secondes, ce qui permet à la ligne d'atteindre une capacité de transport de 18.000 passagers/heure/sens.

## Projets de développement
Le projet de prolonger, initialement pour 2015, la ligne vers le nord en direction de Monza, soit 12,8 km et 11 stations, 11 trains supplémentaires, a été retardé. Les travaux devraient débuter en 2021 pour une ouverture en 2027. Un projet d'extension de San Siro Stadio à Settimo Milanese est à l'étude.
|  |   |  | Station                   | Communes desservies      | Correspondances |  |
|  | - |  | ------------------------- | ------------------------ | --------------- |  |
|  | O |  | Bignami                   | Milan, Cinisello Balsamo |                 |  |
|  | o |  | Torretta                  | Milan, Cinisello Balsamo |                 |  |
|  | o |  | Rondinella                | Milan, Cinisello Balsamo |                 |  |
|  | o |  | Crocetta                  | Milan, Cinisello Balsamo |                 |  |
|  | O |  | Monza (ouverture en 2027) | Monza, Cinisello Balsamo | métro ligne 1   |  |